# أوسكار أدلر
أوسكار أدلر (بالألمانية: Oskar Adler)‏ هو عازف كمان نمساوي، ولد في 1875 في فيينا في النمسا، وتوفي في 1955 في لندن في المملكة المتحدة.

## وصلات خارجية
- أوسكار أدلر على موقع الموسوعة البريطانية (الإنجليزية)
- أوسكار أدلر على موقع ميوزك برينز (الإنجليزية)